# Danh sách lãnh đạo, quản lý chủ chốt của Đại học Quốc gia Hà Nội
Đại học Quốc gia Hà Nội (tiếng Anh: Vietnam National University, Hanoi, viết tắt: VNU), mã đại học QH, là một trong hai hệ thống đại học quốc gia của Việt Nam, có trụ sở tại Hà Nội. Với lịch sử hình thành từ Đại học Đông Dương (1906), trải qua các giai đoạn phát triển quan trọng như Trường Đại học Quốc gia Việt Nam (1945), Trường Đại học Tổng hợp Hà Nội (1956), đến khi chính thức mang tên Đại học Quốc gia Hà Nội vào năm 1993. Đây là một trung tâm đào tạo chất lượng cao, trình độ cao gắn với nghiên cứu khoa học, chuyển giao tri thức và công nghệ đa ngành, đa lĩnh vực, ngang tầm khu vực.
Trong quá trình phát triển, các lãnh đạo và quản lý chủ chốt của đơn vị đóng vai trò nhất định trong việc định hướng chiến lược, tổ chức hoạt động và quản lý. Bài viết này tập trung liệt kê những người giữ các vị trí lãnh đạo và quản lý chủ chốt qua các giai đoạn lịch sử của đơn vị.

## Danh sách

### Đại học Quốc gia Hà Nội
| TT | Họ và tên               | Họ và tên | Chức vụ  | Thời gian   | Chức vụ cao nhất                                                          | Nguồn        |
| -- | ----------------------- | --------- | -------- | ----------- | ------------------------------------------------------------------------- | ------------ |
| 1  | GS. TS. Nguyễn Văn Đạo  |           | Giám đốc | 1993 – 2001 | Ủy viên Đoàn Chủ tịch Ủy ban Trung ương Mặt trận Tổ quốc Việt Nam         | [ 9 ] [ 10 ] |
| 2  | GS. TS. Đào Trọng Thi   |           | Giám đốc | 2001 – 2007 | Ủy viên Ủy ban Thường vụ Quốc hội nước Cộng hòa Xã hội chủ nghĩa Việt Nam | [ 9 ] [ 11 ] |
| 3  | GS. TS. Mai Trọng Nhuận |           | Giám đốc | 2007 – 2013 | Ủy viên Hội đồng Quốc gia Giáo dục và Phát triển nhân lực Việt Nam        | [ 9 ] [ 12 ] |
| 4  | GS. TS. Phùng Xuân Nhạ  |           | Giám đốc | 2013 – 2016 | Bộ trưởng Bộ Giáo dục và Đào tạo Việt Nam                                 | [ 9 ] [ 13 ] |
| 5  | PGS. TS. Nguyễn Kim Sơn |           | Giám đốc | 2016 – 2021 | Bộ trưởng Bộ Giáo dục và Đào tạo Việt Nam                                 | [ 9 ] [ 14 ] |
| 6  | GS. TS. Lê Quân         |           | Giám đốc | 2021 – nay  | Giám đốc Đại học Quốc gia Hà Nội                                          | [ 9 ] [ 8 ]  |

### Trường Đại học Tổng hợp Hà Nội
| TT | Họ và tên                | Chức vụ                                                               | Thời gian           | Nguồn        |
| -- | ------------------------ | --------------------------------------------------------------------- | ------------------- | ------------ |
| 1  | GS.ThS Ngụy Như Kon Tum  | Hiệu trưởng                                                           | 1956-1981           | [ 9 ] [ 15 ] |
| 2  | GS.TS Phan Hữu Dật       | - Quyền Hiệu trưởng - Hiệu trưởng                                     | 1981-1985 1985-1990 | [ 9 ] [ 16 ] |
| 3  | PGS.TSKH Nguyễn An       | Hiệu trưởng                                                           | 1988-1992           | [ 9 ]        |
| 4  | GS.VS.TSKH Đào Trọng Thi | Hiệu trường                                                           | 1992-1995           | [ 9 ] [ 11 ] |
| 5  | GS. Trần Văn Giàu        | Bí thư Đảng đoàn 5 trường đại học đầu tiên, trong đó có trường ĐHTHHN | 1956                | [ 9 ] [ 17 ] |
| 6  | Nguyễn Thượng Nam        | Bí thư Đảng uỷ                                                        | 1956-1959           | [ 9 ]        |
| 7  | Lê Hoàng Linh            | Bí thư Đảng uỷ                                                        | 1960-1964           | [ 9 ]        |
| 8  | Trịnh Thuận              | Bí thư Đảng uỷ                                                        | 1965-1970           | [ 9 ]        |
| 9  | Nguyễn Anh Tuấn          | Bí thư Đảng uỷ                                                        | 1971-1976           | [ 9 ]        |
| 10 | GS.TS Nguyễn Đình Tứ     | Bí thư Đảng uỷ                                                        | 1977-1978           | [ 9 ] [ 18 ] |
| 11 | GS.TSKH Nguyễn Duy Quý   | Bí thư Đảng uỷ                                                        | 1979-1985           | [ 9 ]        |
| 12 | GS. TS Hồ Đức Dực        | Bí thư Đảng uỷ                                                        | 1986-1988           | [ 9 ]        |
| 13 | GS. TS Lê Quang Thiêm    | Bí thư Đảng ủy                                                        | 1988-1990           | [ 9 ] [ 19 ] |
| 14 | PGS. TS Võ Đức Tôn       | Bí thư Đảng uỷ                                                        | 1990-1992           | [ 9 ]        |
| 15 | GS. TS. Phùng Hữu Phú    | Bí thư Đảng uỷ                                                        | 1992-1995           | [ 9 ] [ 20 ] |

### Trường Đại học Sư phạm Ngoại ngữ Hà Nội (nay là Trường Đại học Ngoại ngữ, ĐHQGHN)
| TT | Họ và tên               | Chức vụ                                                            | Thời gian | Nguồn        |
| -- | ----------------------- | ------------------------------------------------------------------ | --------- | ------------ |
| 1  | GS.VS Nguyễn Khánh Toàn | Thứ trưởng Bộ giáo dục kiêm Hiệu trưởng trường Ngoại ngữ           | 1955-1958 | [ 9 ] [ 21 ] |
| 2  | CN Nguyễn Văn Tuất      | Phó Hiệu trưởng Trường ĐH Sư phạm Hà Nội, Phụ trách Khoa Ngoại ngữ | 1958-1963 | [ 9 ]        |
| 3  | Lê Văn Ngươn            | Phụ trách Trường ĐHSPNN HΝ                                         | 1967-1968 | [ 9 ]        |
| 4  | CN Phạm Trinh Cán       | Hiệu trưởng                                                        | 1968-1970 | [ 9 ]        |
| 5  | Phạm Quang Hiểu         | Hiệu trưởng                                                        | 1970-1974 | [ 9 ]        |
| 6  | Đào Văn Phú             | Hiệu trưởng                                                        | 1974-1982 | [ 9 ]        |
| 7  | GS.TSKH Trương Đông San | Hiệu trưởng                                                        | 1982-1990 | [ 9 ] [ 22 ] |
| 8  | GS.TS. Nguyễn Đức Chính | Hiệu trưởng                                                        | 1990-1995 | [ 9 ] [ 23 ] |
| 9  | Lương Mẫn               | Bí thư Đảng ủy lâm thời Trường Ngoại ngữ                           | 1955-1958 | [ 9 ]        |
| 10 | Phạm Thị Tỉnh           | Bí thư Đảng uỷ                                                     | 1968-1971 | [ 9 ]        |
| 11 | Đinh Khắc Nhĩ           | Bí thư Đảng uỷ                                                     | 1971-1978 | [ 9 ]        |
| 12 | Hoàng Tích Cảnh         | Bí thư Đảng uỷ                                                     | 1978-1982 | [ 9 ]        |
| 13 | Nguyễn Xuân Vực         | Bí thư Đảng uỷ                                                     | 1982-1988 | [ 9 ]        |
| 14 | Đặng Trần Cường         | Bí thư Đảng uỷ                                                     | 1988-1990 | [ 9 ]        |
| 15 | Vũ Quỳnh                | Bí thư Đảng uỷ                                                     | 1990-1993 | [ 9 ]        |

### Trường Đại học Quốc gia Việt Nam (1945-1955)
| TT | Họ và tên                | Chức vụ                                                                        | Thời gian  | Nguồn        |
| -- | ------------------------ | ------------------------------------------------------------------------------ | ---------- | ------------ |
| 1  | GS. Vũ Đình Hoè          | Bộ trưởng Bộ Quốc gia giáo dục, Chủ tịch Hội đồng Có vẫn học chính             | 1945- 1946 | [ 9 ] [ 24 ] |
| 2  | GS.TS Nguyễn Văn Huyên   | Giám đốc Đại học vụ, Giám đốc Đại học Quốc gia Việt Nam, Bộ trưởng Bộ giáo dục | 1946-1975  | [ 9 ] [ 25 ] |
| 3  | GS.Th.S Ngụy Như Kon Tum | Phó Giám đốc Đại học vụ, Hiệu trưởng                                           |            | [ 9 ] [ 26 ] |
| 4  | GS. Đặng Thai Mai        | Giám đốc Ban Văn khoa thuộc ĐHQGVN, Hiệu trưởng trường Dự bị Đại học           | 1952-1955  | [ 9 ] [ 27 ] |
| 5  | GS.BS. Hồ Đắc Di         | Giám đốc Ban Y khoa, ĐHQGVN                                                    | 1945-1946  | [ 9 ] [ 28 ] |
| 6  | GS. Nguyễn Thúc Hào      | Giám đốc Ban Khoa học, ĐHQGVN                                                  | 1945-1946  | [ 9 ] [ 29 ] |
| 7  | GS. Vô Thuần Nho         | Giám đốc Khu học xá Trung ương                                                 | 1951-1955  | [ 9 ]        |
| 8  | GS.TS. Bayen, Maurice    | Hiệu trưởng Đại học Đông Dương trong vùng tạm chiếm                            | 1947-1954  | [ 9 ]        |

### Đại học Đông Dương
| TT | Họ và tên                               | Chức vụ | Thời gian | Nguồn               |
| -- | --------------------------------------- | --- | --------- | ------------------- |
| 1  | GS.Th.S Gourdon Henri                   | Tổng giám đốc Học chính Đông Dương Chủ tịch Hội đồng Phát triển trường đại học, trực tiếp phụ trách ĐHĐD                                             | 1905-1918 | [ 9 ] [ 30 ] [ 31 ] |
| 2  | GS.Th.S Russier Henri                   | Tổng Thư ký Học chính Đông Dương kiêm Thư ký phụ trách ĐHĐD                                                                                          | 1907-1908 | [ 9 ] [ 32 ]        |
| 3  | GS.TS. Cognacq Maurice                  | Tổng Thanh tra học chính, Giám đốc Đại học Đông Dương, Nguyên Hiệu trưởng trường Y Đông Dương                                                        | 1919-1923 | [ 9 ] [ 32 ]        |
| 4  | GS.Th.S Joubin Paul-Jules- Marie-Joseph | Giám đốc Học chính Đông Dương, Giám đốc Khu giáo dục đại học                                                                                         | 1923-1927 | [ 9 ]               |
| 5  | GS.TS Thalamas, François-Amédée         | Giám đốc Học chính Đông Dương, Giám đốc Khu giáo dục đại học                                                                                         | 1928-1939 | [ 9 ] [ 33 ]        |
| 6  | GS.Th.S Bernard, Geoges- Alfred         | Giám đốc Nha học chính Đông Dương, Giám đốc Khu giáo dục đại học. Nguyên Chủ tịch Hội đồng Kỷ luật của ĐHĐD. Nguyên Chủ tịch Hội đồng Quản trị ĐHĐD. | 1940-1944 | [ 9 ]               |
| 7  | GS.Th.S Charton, Albert                 | Tổng Thanh tra Học chính Đông Dương, trực tiếp phụ trách ĐHĐD                                                                                        | 1940-1945 | [ 9 ] [ 32 ]        |